# Casa al carrer del Carme, 13 (Tàrrega)
Casa al carrer del Carme, 13 és una obra de Tàrrega (Urgell) protegida com a Bé Cultural d'Interès Local.

## Descripció
Situada al centre urbà de Tàrrega, en una zona adaptada a vianants amb alta presència de comerç local. Casa entre mitgeres, de planta rectangular amb quatre nivells i coberta d'un aiguavés amb terrassa a la part davantera. A la planta baixa hi destaquen dos arcs ogivals disposats en angle, equivalents a la cantonada de l'edifici i formant part de les arcades de l'indret. En aquest nivell, les obertures són de secció poligonal, una de majors dimensions delimita l'espai comercial i l'altra és la porta d'accés a l'habitatge. Als tres pisos hi ha un total de sis obertures, quatre són balcons independents, distribuïts a parts iguals entre el segon i tercer pis, i la resta són unides per una balconada al primer pis. En conjunt destaquen per la seva disposició simètrica i les baranes de ferro forjat amb decoracions de motius de tipologia clàssica. La façana principal presenta el parament estucat combinant dues tipologies de carreus, buixardats en les faixes i les impòstes, i llisos i d'ampla filada a la resta. La façana lateral, està arrebossada i pintada i conté un esgrafiat amb motius vegetals i un alt relleu en pedra que commemora el poeta targarí Alfons Costafreda. La testera principal és rematada amb un fris esgrafiat, decorat amb motius vegetals i al seu torn, presenta dues petites finestres el·líptiques amb gelosia. Al capdamunt del conjunt, en el petit mur que s'alça davant la terrassa, hi ha tres hídries d'estil neoclàssic.